# Drapac Cannondale Holistic Development Team
Drapac Cannondale Holistic Development Team (Kod UCI: DCC) – australijska zawodowa grupa kolarska istniejąca w latach 2004–2019. W latach 2006–2013 znajdowała się w dywizji UCI Continental Teams, a w latach 2014-2016 była częścią UCI Professional Continental Teams. Od 2017 ponownie znajdowała się w dywizji UCI Continental Teams.

## Nazwa grupy w poszczególnych latach
| lata      | nazwa                                              |
| --------- | -------------------------------------------------- |
| 2004      | Drapac Development Program                         |
| 2005      | MG Xpower–BigPond                                  |
| 2006      | Drapac-Porsche                                     |
| 2007–2008 | Drapac-Porsche Development Program                 |
| 2009–2011 | Drapac-Porsche Cycling                             |
| 2012–2013 | Drapac Cycling Team                                |
| 2014–2016 | Drapac Professional Cycling                        |
| 2017      | Drapac-Pat's Veg Holistic Development Team         |
| 2018      | Drapac EF p/b Cannondale Holistic Development Team |
| 2019      | Drapac Cannondale Holistic Development Team        |

## Sezony

### 2017

#### Skład
| Skład drużyny 2017        | Skład drużyny 2017  | Skład drużyny 2017 | Skład drużyny 2017              |
| Imię i nazwisko           | Data urodzenia      | Państwo            | Poprzednia grupa                |
| ------------------------- | ------------------- | ------------------ | ------------------------------- |
| Brad Evans                | 8 maja 1992         | Nowa Zelandia      |                                 |
| Jesse Featonby            | 8 grudnia 1987      | Australia          |                                 |
| Tom Kaesler               | 1 marca 1995        | Australia          |                                 |
| Nicholas Katsonis         | 2 października 1994 | Australia          |                                 |
| Oliver Kent-Spark         | 24 grudnia 1992     | Australia          | An Post-ChainReaction (2016)    |
| Cyrus Monk                | 7 listopada 1996    | Australia          | African Wildlife Safaris (2015) |
| Drew Morey (1 sty–22 cze) | 27 listopada 1996   | Australia          |                                 |
| James Pane                | 14 lutego 1996      | Australia          |                                 |
| Mathew Ross               | 19 marca 1996       | Australia          |                                 |
| Liam White                | 9 listopada 1994    | Australia          |                                 |
| Theodore Yates            | 28 lutego 1995      | Australia          | Attaque Team Gusto (2016)       |
|                           |                     |                    |                                 |
| Źródło: UCI               |                     |                    |                                 |

### 2016

#### Skład
| Skład drużyny 2016                       | Skład drużyny 2016   | Skład drużyny 2016 | Skład drużyny 2016           |
| Imię i nazwisko                          | Data urodzenia       | Państwo            | Poprzednia grupa             |
| ---------------------------------------- | -------------------- | ------------------ | ---------------------------- |
| Graeme Brown                             | 9 kwietnia 1979      | Australia          | Belkin (2014)                |
| Brendan Canty                            | 17 stycznia 1992     | Australia          | Budget Forklifts (2015)      |
| William Clarke                           | 11 kwietnia 1985     | Australia          | Argos-Shimano (2013)         |
| Nathan Earle                             | 4 czerwca 1988       | Australia          | Team Sky (2015)              |
| Brad Evans (8 kwi–31 gru)                | 8 maja 1992          | Nowa Zelandia      |                              |
| Brenton Jones                            | 12 grudnia 1991      | Australia          | Avanti Racing Team (2014)    |
| Jordan Kerby                             | 15 sierpnia 1992     | Australia          |                              |
| Peter Koning                             | 3 grudnia 1990       | Holandia           | Metec-TKH Continental (2014) |
| Jason Lowndes                            | 14 grudnia 1994      | Australia          | Garneau-Québecor (2015)      |
| Gavin Mannion                            | 24 sierpnia 1991     | Stany Zjednoczone  | Jelly Belly-Maxxis (2015)    |
| Travis Meyer                             | 8 czerwca 1989       | Australia          | Orica-GreenEDGE (2013)       |
| Jens Mouris                              | 12 marca 1980        | Holandia           | Orica-GreenEDGE (2015)       |
| Lachlan Norris                           | 21 stycznia 1987     | Australia          | Team Raleigh (2013)          |
| Adam Phelan                              | 23 sierpnia 1991     | Australia          |                              |
| Timothy Roe                              | 28 października 1989 | Australia          | BMC Development (2013)       |
| Thomas Scully                            | 14 stycznia 1990     | Nowa Zelandia      | Madison Genesis (2015)       |
| Samuel Spokes                            | 16 kwietnia 1992     | Australia          |                              |
| Bernard Sulzberger                       | 5 grudnia 1983       | Australia          |                              |
|                                          |                      |                    |                              |
| Źródła: ProCyclingStats Cycling Archives |                      |                    |                              |

#### Zwycięstwa
| Zwycięstwa | Zwycięstwa                     | Zwycięstwa        | Zwycięstwa     | Zwycięstwa     | Zwycięstwa |
| Data       | Wyścig                         | Państwo           | Kategoria      | Zwycięzca      |            |
| ---------- | ------------------------------ | ----------------- | -------------- | -------------- | ---------- |
| 20 sty     | Tour de San Luis, 3. etap      | Argentyna         | 2.1            | Peter Koning   |            |
| 3 lut      | Herald Sun Tour, prolog        | Australia         | 2.1            | William Clarke |            |
| 6 mar      | Tour de Taiwan, 1. etap        | Republika Chińska | 2.1            | William Clarke |            |
| 9 mar      | Tour de Taiwan, 4. etap        | Republika Chińska | 2.1            | William Clarke |            |
| 5 cze      | Boucles de la Mayenne, 3. etap | Francja           | 2.1            | Bryan Coquard  |            |
| 2 lip      | UCI Europe Tour, etap          |                   | William Clarke |                |            |
| 5 lip      | Österreich-Rundfahrt, 3. etap  | Austria           | 2.1            | Brendan Canty  |            |

### 2015

#### Skład
| Skład drużyny 2015                     | Skład drużyny 2015   | Skład drużyny 2015 | Skład drużyny 2015                 |
| Imię i nazwisko                        | Data urodzenia       | Państwo            | Poprzednia grupa                   |
| -------------------------------------- | -------------------- | ------------------ | ---------------------------------- |
| Graeme Brown                           | 9 kwietnia 1979      | Australia          | Belkin (2014)                      |
| William Clarke                         | 11 kwietnia 1985     | Australia          | Argos-Shimano (2013)               |
| Dylan Girdlestone                      | 11 października 1989 | Południowa Afryka  | MTN Qhubeka (2011)                 |
| Robbie Hucker                          | 13 marca 1990        | Australia          |                                    |
| Brenton Jones                          | 12 grudnia 1991      | Australia          | Avanti Racing Team (2014)          |
| Jordan Kerby                           | 15 sierpnia 1992     | Australia          |                                    |
| Martin Kohler                          | 17 lipca 1985        | Szwajcaria         | BMC Racing Team (2014)             |
| Peter Koning                           | 3 grudnia 1990       | Holandia           | Metec-TKH Continental (2014)       |
| Darren Lapthorne                       | 4 marca 1983         | Australia          |                                    |
| Travis Meyer                           | 8 czerwca 1989       | Australia          | Orica-GreenEDGE (2013)             |
| Lachlan Norris                         | 21 stycznia 1987     | Australia          | Team Raleigh (2013)                |
| Cameron Peterson                       | 4 grudnia 1983       | Australia          |                                    |
| Adam Phelan                            | 23 sierpnia 1991     | Australia          |                                    |
| Timothy Roe                            | 28 października 1989 | Australia          | BMC Development (2013)             |
| Malcolm Rudolph                        | 4 stycznia 1989      | Australia          | Jayco-AIS (2011)                   |
| Samuel Spokes                          | 16 kwietnia 1992     | Australia          |                                    |
| Bernard Sulzberger                     | 5 grudnia 1983       | Australia          |                                    |
| Wouter Wippert                         | 14 sierpnia 1990     | Holandia           | Team 3M (2013)                     |
| Brendan Canty (1 wrz–31 gru, stażysta) | 17 stycznia 1992     | Australia          | Search2retain-Health.com.au (2014) |
| Brad Evans (1 sie–31 gru, stażysta)    | 8 maja 1992          | Nowa Zelandia      |                                    |
|                                        |                      |                    |                                    |
| Źródło: ProCyclingStats                |                      |                    |                                    |